# Sudoeste de Ontário
Sudoeste de Ontário ou Ontário do Sudoeste (em inglês: Southwestern Ontario) é uma região secundária do sul de Ontário, na província canadense de Ontário. A população era de 2.583.544 de habitantes em 2016.